# Лёскин, Виктор Николаевич
Виктор Николаевич Лёскин (род. 27 октября 1953 года, Кулебаки, СССР; ум. 2 мая 2002 года, Нижний Новгород) — советский конькобежец. Серебряный (1978) и бронзовый (1979) призёр чемпионата СССР в классическом многоборье, чемпион СССР на отдельных дистанциях (1977, 1979-10000 м), рекордсмен мира на 10000 метров, рекордсмен СССР. Выступал за ДСО "Труд" (Горький), ВС (Горький). Мастер спорта СССР международного класса (1980). государственный тренер по Горьковской области.

## Биография
Виктор Николаевич родился в городе Кулебаки в 1953 году. Мальчик рос в многодетной семье из десяти детей и был самым младшим. Семья жила около стадиона. В детстве у Виктора было серьёзное заболевание почек. Врачи запретили мальчику даже заниматься физкультурой. Но он зимой на стадионе с ребятами катался на коньках. Первые коньки ребята привязывали к валенкам ремешками. Уже позже появились коньки с ботинками. 
Летом играл в футбол и занимался авиамоделизмом, а позднее лёгкой атлетикой и велосипедным спортом. Регулярные тренировки позволили ему значительно улучшить состояние здоровья. После окончания школы № 9 поступил в Кулебакский металлургический техникум, где начал тренироваться в секции по конькам. В 1971 году попал на первые соревнования по конькобежному спорту на первенство области среди средних специальных учебных заведений, начав свою карьеру в коньках.
В 1972 году, когда Виктору было 19 лет, в Кулебаки из Горького приехал тренер Александр Анатольевич Васильков, который много сделал для становления школы конькобежного спорта в Кулебакском районе. Он сразу обратил внимание на крепкого, выносливого парня, помог улучшить технику бега ему. В течение года Виктор добился успехов в областных и в региональных соревнованиях в велоспорте и коньках. 
В 1973 году 19-летний спортсмен выиграл V зимнюю Спартакиаду народов РСФСР среди юниоров, выполнив норматив кандидата в мастера спорта СССР по конькобежному спорту, и продолжал участие в соревнованиях по велосипедному спорту: был призёром одного из этапов многодневной гонки Горький-Лысково-Арзамас-Горький. И вдруг случилась беда. В августе 1973 года велосипедиста Лескина сбил грузовик. А когда вышел из больницы, двери секций были для него закрыты. 
Тогда он решил вернуться в коньки и стал тренироваться вместе с братом Василием. Его заметил заслуженный тренер РСФСР Рев Михайлович Лисин, после чего Виктор стал тренироваться в сборной команде Горьковской области. В декабре 1973 года в Свердловске на Спартакиаде народов России он выполнил норматив мастера спорта СССР. 
С 1975 году на катке Медео 21-летний малоизвестный спортсмен выиграл чемпионат Вооруженных Сил по спринтерскому многоборью, а в 1976 году выиграл соревнование на приз Совета Министров Казахской ССР. В том же году Виктор поступил в Горьковский пединститут на факультет физвоспитания. В феврале 1977 года дебютировал на чемпионате мира в Херенвене, заняв там 14-е место в сумме многоборья. В апреле на высокогорном катке «Медео» Виктор Лёскин стал чемпионом СССР на дистанции 10000 метров и установил мировой рекорд - 14:34,33 сек. 
В 1978 году он стал серебряным призёром в абсолютном зачёте на чемпионате СССР в Москве, а через две недели занял 6-е место на чемпионате мира в Гётеборге. В марте выиграл "бронзу" на первенстве СССР в забеге на 10000 метров. 
В 1979 году Виктор участвовал на чемпионате Европы в Девентере и стал серебряным призёром на 5000 и 10000 метров, при этом на десятикилометровой дистанции от победы его отделило всего 0,09 секунды. В абсолютном зачёте занял 4-е место. На чемпионате мира в Осло стал пятым в многоборье, при этом выиграл малую серебряную медаль в забеге на 10000 метров. 25 февраля на искусственной конькобежной дорожке «Динамо» в Москве Виктор второй раз стал чемпионом СССР. 
В 1980 году он вошёл в сборную СССР на ХIII зимних Олимпийских играх в Лейк-Плэсиде. На дистанции 10000 метров он бежал в одной паре с олимпийским чемпионом Эриком Хайденом и занял достойное 7-е место. На дистанции 5000 метров занял 11-е место. Через неделю после Олимпиады, на своём последнем чемпионате мира в Херенвене Виктор Лёскин стал бронзовым призером на 10000 метров, но в сумме многоборья занял 11-е место. 
В 1981 году он стал серебряным призёром в забеге на 10000 метров, участвуя на зимней Спартакиаде РСФСР и завершил карьеру спортсмена. После завершения спортивной карьеры работал государственным тренером Горьковской области по конькобежному спорту. 

## Личная жизнь и семья
Семья Лёскиных была спортивной. Директор детско-юношеской спортивной школы в начале 1970-х Н. П. Бородин:
Все Лёскины занимались в детской спортивной школе.
Помню Клаву, когда она училась в металлургическом техникуме. Её любимый вид спорта был тоже конькобежный. Она принимала участие во всех городских соревнованиях и показывала хорошие результаты. Её брат Михаил - прекрасный волейболист и баскетболист. После окончания десятилетки работал (с перерывом на службу в армии) тренером в детской спортивной школе, тренировал мальчиков, и довольно успешно.
Конькобежным видом спорта ув¬лекся Василий. Учась в Омском институте физкультуры, он выполнил норму кандидата в мастера спорта СССР. Уехал на Урал, работал тренером конькобежцев. Иван Лёскин в своё время был один из лучших наших футболистов. Успешно выступал и за сборную города по хоккею с мячом.
Своеобразным видом спорта - авиамодельным – увлёкся Николай, преподаватель школы-интерната. Он участник областных и республиканских соревнований. Долгое время прививал любовь к авиамоделированию юным кулебачанам.
Жил и умер в Нижнем Новгороде, похоронен в городе Кулебаки. Прощание прошло в городском Доме спорта.